# Ultraman: el ascenso
Ultraman: el ascenso (título original: Ultraman: Rising (ウルトラマン: ライジング Urutoraman: Raijingu?)) es una película animada de superhéroes basada en la franquicia Ultraman de Tsuburaya Productions. Es una coproducción japonesa-estadounidense entre Netflix Animation y Tsuburaya Productions, con animación de Industrial Light & Magic, y la película número 44 de la franquicia.
Dirigida por Shannon Tindle (en su debut como director), quien la coescribió con Marc Haimes, la película está protagonizada por Christopher Sean como Ken Sato/Ultraman,  junto con las voces de Gedde Watanabe, Tamlyn Tomita, Keone Young, y Julia Harriman.
Ultraman: El ascenso se estrenó en todo el mundo a través de Netflix el 14 de junio de 2024.

## Sinopsis
Ken Sato, un famoso pero egoísta jugador de béisbol que vive una vida secreta como el superhéroe gigante Ultraman, se ve obligado a equilibrar su carrera y sus deberes de héroe mientras adopta a regañadientes un bebé kaiju después de derrotar a su madre.

## Reparto
| Personaje          | Inglés           | Japonés          |
| ------------------ | ---------------- | ---------------- |
| Ken Sato/ Ultraman | Christopher Sean | Yuki Yamada      |
| Profesor Sato      | Gedde Watanabe   | Fumiyo Kohinata  |
| Mina               | Tamlyn Tomita    | Ayumi Tsunematsu |
| Dr. Onda           | Keone Young      | Fumihiko Tachiki |
| Ami Wakita         | Julia Harriman   | Akari Hayami     |
| Madre de Ami       | TBA              | Hiroko Sakurai   |
| Capitán Aoshima    | Lee Shorten      | Takaya Aoyagi    |

## Producción
La película, inspirada en el personaje del mismo nombre, comenzó originalmente como una idea original desarrollada por la directora Shannon Tindle. La concibió mientras trabajaba como diseñador de personajes en Foster's Home for Imaginary Friends a mediados y finales de la década de 2000. Tindle desarrolló aún más la película, escribió un guion y creó arte en Sony Pictures Animation de 2016 a 2018; en ese momento, la trama habría seguido a "un multimillonario obligado a crecer cuando se enfrenta a los niños huérfanos de su antiguo enemigo". Después de dejar Sony, Tindle se mudó a Netflix Animation para producir la serie híbrida de acción en vivo/animación Lost Ollie con el también director de Sony Animation, Peter Ramsey, donde tuvo la oportunidad de reutilizar la trama de su película para que encajara. la propiedad intelectual de Ultraman.
El proyecto se anunció como exclusivo de Netflix en mayo de 2021, con Tindle elegido para dirigir y coescribir la película con Marc Haimes (Tindle y Haimes coescribieron anteriormente Kubo and the Two Strings), Tom Knott como productor, Lisa Poole como coproductora, John Aoshima como codirector e Industrial Light & Magic como animadores la película. En julio de 2022, Netflix publicó una imagen que mostraba el estilo de animación de la película y el diseño de Ultraman.

## Estreno
En octubre de 2023, Tindle compartió a través de Twitter una imagen de primer vistazo de Ultraman y el título oficial de la película como Ultraman: Rising, anticipando un anuncio para la Geeked Week 2023. En noviembre de 2023, el elenco de voces de la película y el primer avance se dieron a conocer durante la Geeked Week 2023, con el objetivo de estrenarse en Netflix en 2024. Ultraman: Rising se estrenó en el Festival Internacional de Cine de Animación de Annecy el 12 de junio de 2024. Le siguió su estreno mundial en Netflix el 14 de junio de 2024.